# Bataille de Magnano
Deuxième Coalition
Batailles
Guerre de la Deuxième Coalition
- St George's Caye (navale) (09-1798)
- Nicopolis (10-1798)
- Corfou (11-1798)
- Copenhague (navale) (04-1801)
- Algésiras (navale) (06-1801)

Campagne de Hollande
- Callantsoog (08-1799)
- Vlieter (08-1799)
- Zyp (09-1799)
- Bergen (09-1799)
- Alkmaar (10-1799)
- Castricum (10-1799)

Campagne de Suisse
- Ostrach (03-1799)
- Feldkirch (03-1799)
- 1re Stockach (03-1799)
- Frauenfeld (05-1799) (en)
- Winterthour (05-1799)
- 1re Zurich (06-1799)
- Schwytz (08-1799)
- Amsteg (08-1799) (en)
- Saint-Gothard (09-1799)
- 2e Zurich (09-1799)
- Linth (09-1799) (en)
- Muten (10-1799) (ru)
- Engen (05-1800)
- 2e Stockach (05-1800)
- Moesskirch (05-1800)
- Biberach (05-1800)
- Erbach (05-1800)
- Höchstädt (06-1800)
- Ampfing (12-1800)
- Hohenlinden (12-1800)

Campagne d'Égypte
- Malte 1 (06-1798)
- Malte 2 (06-1798)
- Alexandrie (07-1798)
- Chebreiss (07-1798)
- Pyramides (07-1798)
- 1re Aboukir (08-1798)
- Salheyeh (08-1798)
- Malte 3 (09-1798)
- Sédiman (10-1798)
- Caire (10-1798)
- Samanouth (01-1799)
- El Arish (02-1799)
- Syène (02-1799)
- Jaffa (03-1799)
- Saint-Jean-d'Acre (03-1799)
- Mont-Thabor (04-1799)
- 2e Aboukir (07-1799)
- Damiette (11-1799)
- Héliopolis (03-1800)
- 3e Aboukir (03-1801)
- Mandora (03-1801)
- Canope (03-1801)
- Fort Jullien (04-1801)
- Le Caire (06-1801) (en)
- Alexandrie (08-1801)

2e Campagne d'Italie
- Vérone (03-1799)
- Magnano (04-1799)
- Cassano (04-1799)
- Mantoue (04-1799)
- Bassignana (05-1799)
- 1re Marengo (05-1799) (en)
- Modène (06-1799) (en)
- Trebbia (06-1799)
- 2e Marengo (06-1799) (en)
- Novi 1 (08-1799)
- Rome (09-1799)
- Mannheim (09-1799) (en)
- Novi 2 (10-1799) (en)
- Genola (11-1799)
- Gênes (04-1800)
- Sassello (04-1800) (en)
- Fort Bard (05-1800)
- Verceil (05-1800)
- Turbigo (05-1800)
- Montebello (06-1800)
- 3e Marengo (06-1800)
- Pozzolo (12-1800)

Dans la bataille de Magnano, le 5 avril 1799, une armée autrichienne commandée par Pál Kray défait une armée française dirigée par Barthélemy Schérer.
Lors des batailles ultérieures, les Autrichiens et leurs alliés russes ont chassé les Français de la quasi-totalité de l'Italie. La bataille de Magnano a eu lieu durant la guerre de la Deuxième Coalition, pendant de la Révolution française.

## Historique
En Suisse, les hostilités entre la France et l'Autriche commencent début mars 1799. En Allemagne, les Autrichiens gagnent la bataille de Stockach, le 25 mars. Le lendemain, des affrontements surviennent le long de la rivière Adige entre les forces du général de division Schérer et celles du Feldmarschal-Leutnant Pál Kray. Les Français remportent un succès à Pastrengo. Pour défendre Vérone, Kray concentre son armée dans les environs. L'armée de Schérer fait face au nord en direction de Vérone, avec sa garnison de Mantoue à son sud-ouest. Le 5 avril, les deux armées s'affrontent, sur un terrain détrempé par la pluie, près du hameau de Magnano, au sud de Vérone.
Lors de la bataille, Schérer déploie 41 000 soldats, dont 6 800 cavaliers, avec les divisions du Général Joseph de Montrichard, Claude-Victor Perrin, Jacques Hatry, Antoine Guillaume Delmas, Jean Mathieu Philibert Sérurier et Paul Grenier. Kray a, quant à lui, 46 000 hommes avec sa propre division et les divisions de Karl Mercandin, Michael Fröhlich (de), Konrad Valentin von Kaim et Johann Zoph (cs).
Schérer envoie les divisions de Victor et Grenier à l'attaque sur le flanc droit. Jean Moreau conduit les divisions Hatry et Montrichard à l'attaque au centre. La division Sérurier, sur le flanc gauche, s'arrête au nord-ouest de Villafranca pour protéger la division de Moreau. Delmas, avec la réserve, va de l'avant pour combler l'écart qui s'est ouvert entre le flanc droit français et Moreau.
Les troupes de Kray avançant de leur côté, Magnano se trouve être le point de rencontre des deux armées. Le commandant autrichien désigne Mercandin pour diriger la colonne de gauche, Kaim pour le centre et Zoph pour le flanc droit. Frédéric de Hohenzollern-Hechingen dirige une division de réserve sur la droite, tandis que Kray garde une division en réserve sous le commandement de Franz de Lusignan.
Sur le flanc est, les Français Victor et Grenier sortent vainqueurs des affrontements où Mercandin est tué, et progressent vers le nord en direction de Vérone. Kray donne l'ordre à la réserve de Hohenzollern d'aider la division Zoph sur le flanc droit. Sérurier doit batailler toute la journée mais finit par atteindre son objectif. Moreau parvient à repousser les défenses autrichiennes mais son succès reste mitigé. Delmas est en retard, mais il a combattu Kaim et l'a repoussé.
Pour l'historien Digby Smith, « Schérer est entré dans cette bataille sans former de réserve et a donc été incapable de réagir aux crises et aux opportunités de manière efficace ». Pendant ces actions, les attaques sur tous les fronts ont dispersé les troupes de Schérer sur un large front. Kray lance la réserve de Lusignan sur l'aile droite française et en sort victorieux. Cette attaque repousse Victor et Grenier vers le sud et crée une brèche dans la ligne de bataille française. Kray envoie des troupes contre le flanc droit de Delmas et le repousse. Pendant cette retraite désordonnée, les Autrichiens réussissent à isoler et à capturer l'une des demi-brigades de Victor.
Les Français perdent 3 500 hommes, blessés ou tués, dont le général de brigade Jean Joseph Magdeleine Pijon, qui est mortellement blessé. Par ailleurs, les Autrichiens capturent 4 500 soldats, 18 canons et 40 véhicules. Les Autrichiens ont perdu 4 000 tués et blessés, et 2 000 sont capturés. Mercandin et Johann Kovacsevich[Qui ?] ont été tués.

## Après la bataille
Après la défaite française, Schérer se retire du fleuve Adda, abandonnant plusieurs lignes de défense sur la rivière.
Le 16 avril, Crémone est prise par les Autrichiens, Brescia tombe le 21 avril et Pavie le 3 mai. À la fin avril, Schérer est discrédité et cède le commandement à Jean Moreau. Le vainqueur, Kray, est rapidement promu Feldzeugmeister (général d'artillerie). S'ensuivra la bataille de Cassano, le 27 avril.

## Sources
- Christophe-Guillaume Koch, Histoire abrégée des traités de paix entre les puissances de l'Europe depuis la paix de Westphalie, Volume 2, Méline Cans, Bruxelles, 1837